# 三氟甲基(2,2,3,3-四氟丙基)醚
三氟甲基(2,2,3,3-四氟丙基)醚是一种有机化合物，化学式为C4H3F7O，为氟化醚，它是一种惊厥剂。它可由2,2,3,3-四氟丙醇和四氯化碳在三氟化硼催化下反应得到。它和四氟乙烯在五氟化锑催化下反应，可以得到1,1,1,2,2,3,4,4,5,5,5-十一氟-3-(2,2,3,3-四氟丙氧基)戊烷和1,1,1,2,2,3,3-七氟丙基-3-(2,2,3,3-四氟丙氧基)丙烷。